# Federação Queniana de Voleibol
A Federação Queniana de Voleibol  (em inglêsːKenya Volleyball Federation,KVF) é  uma organização fundada em 1964 que governa a pratica de voleibol em Quênia, sendo membro da Federação Internacional de Voleibol e da Confederação Africana de Voleibol, a entidade é responsável por  organizar  os campeonatos nacionais de  voleibol masculino e feminino no país.